# Lacconectus blandulus
Lacconectus blandulus är en skalbaggsart som beskrevs av Michel Brancucci 2003. Lacconectus blandulus ingår i släktet Lacconectus och familjen dykare. Inga underarter finns listade i Catalogue of Life.